# Římskokatolická farnost Doubice
Římskokatolická farnost Doubice (lat. Daubicium (Neo-Daubicium)) je církevní správní jednotka sdružující římské katolíky na území obce Doubice a v jejím okolí. Organizačně spadá do děčínského vikariátu, který je jedním z 10 vikariátů litoměřické diecéze. Centrem farnosti je kostel Nanebevzetí Panny Marie v Doubici.

## Historie farnosti
Matriky jsou v lokalitě vedeny od roku 1784. Farnost byly kanonicky zřízena 9. září 1817.

### Duchovní správcové vedoucí farnost
Začátek působnosti jmenovaného v duchovní správě farnosti od roku:
- 1815   proto-loc. (první-lokalista) Jos. Ihla, n. 9. 10. 1785 Leipa, o. 8. 4. 1808, † 28. 5. 1839
- 1817   proto-par. (první-farář) Jos. Ihla, n. 9. 10. 1785 Leipa, o. 8. 4. 1808, † 28. 5. 1839
- 1839   Jos. Hellmann, n. 1. 1. 1794 Kulm, o. 23. 8. 1818, † 12. 4. 1873
- 1874   Anton. Allscher, n. 9. 11. 1818 Seifersdorf, o. 25. 7. 1843, † 19. 6. 1880
- 1878   Franc. Fiedler, n. 25. 1. 1827 Čermaviens., o. 25. 7. 1852, † 12. 4. 1907
- 1881   par. vacat, admin. int. Franc. Ant. Vater
- 1882   Anton. Seidel, n. 14. 3. 1845 Niederlichtenwalde, o. 23. 7. 1870, † 9. 5. 1898
- 1898  Andr. Ubl, n. 28. 8. 1859 Wottawa, o. 4. 10. 1886, † 21. 4. 1950
- 1938   par. vacat, admin. exc. Franc. Zimmermann
- 1. 11. 1939   Jos. Plescher, n. 20. 10. 1882 Suttom, 17. 7. 1910, † 3. 7. 1969
- 14. 7. 1945 Eduard Schimmel
- 17. 11. 1953 Rudolf Pfáb
- 1. 3. 1957  Jan Formůsek
- 1. 8. 1963   Hynek Šťastný
- 1. 8. 1964   Ladislav Vybíral
- 1. 10. 1974 Alexej Baláž, admin. exc. z Krásné Lípy u Rumburka
- 1. 11. 1981 František Kocman
- 1. 8. 1982   František Jirásek
- 1. 7. 1990   Jaroslav Gajdošík
- 1. 6. 1991   Antonín Hladký SDB
- 15. 11. 1996 Jaroslav Gajdošík
- 1. 2.  1997 Vít Jůza
- 1. 2.  1999 Jiří Sucharda
- 1. 6.  1999 Milan Matfiak
- 1. 7.  2002 Tomáš Kuba
- 1. 7.  2009 Antonín Sedlák, admin. exc. z Krásné Lípy u Rumburka[3]

Kromě kněží stojících v čele farnosti, působili ve farnosti v průběhu její historie i jiní kněží. Většinou pracovali jako farní vikáři, kaplani, katecheté, výpomocní duchovní aj.

## Území farnosti
Do farnosti náleží území obce:
- Doubice (Daubitz[p 2])
- Kyjov (Khaa[p 2])
- Nové Doubice (Neu Daubitz[p 2])
- Staré Doubice (Alt Daubitz[p 2])
- Zadní Doubice (Hinter Daubitz[p 2])

## Římskokatolické sakrální stavby na území farnosti
| | Fotografie | Stavba                                     | Místo   | Bohoslužby                      | Zeměpisné souřadnice             | Status          | Číslo kulturní památky           |
| Kostel | Kostel     | Kostel                                     | Kostel  | Kostel                          | Kostel                           | Kostel          | Kostel                           |
| --- | ---------- | ------------------------------------------ | ------- | ------------------------------- | -------------------------------- | --------------- | -------------------------------- |
| 1. |            | Kostel Nanebevzetí Panny Marie             | Doubice | bližší informace o bohoslužbách | 50°53′25″ s. š., 14°27′33″ v. d. | farní kostel    | 37837/5-3665 (Pk•MIS•Sez•Obr•WD) |
| Kaple |            |                                            |         |                                 |                                  |                 |                                  |
| 2. |            | Kaple Nejsvětější Trojice                  | Doubice | neslouží se pravidelně          | 50°53′2″ s. š., 14°27′23″ v. d.  | kaple           | –                                |
| 3. |            | Kaple Panny Marie (Schönstattské)          | Doubice | neslouží se pravidelně          | 50°53′25″ s. š., 14°27′33″ v. d. | hřbitovní kaple | –                                |
| 4. |            | Kaple Korunování a Nanebevzetí Panny Marie | Kyjov   | neslouží se pravidelně          | 50°54′40″ s. š., 14°27′38″ v. d. | kaple           | –                                |
| Některé drobné sakrální stavby a pamětihodnosti lze dohledat zde v databázi Drobné sakrální památky Zaniklé sakrální stavby lze dohledat zde v databázi Poškozené a zničené kostely, kaple a synagogy v České republice |            |                                            |         |                                 |                                  |                 |                                  |

Ve farnosti se mohou nacházet i další drobné sakrální stavby, místa římskokatolického kultu a pamětihodnosti, které neobsahuje tato tabulka.

## Příslušnost k farnímu obvodu
Z důvodu efektivity duchovní správy byl vytvořen farní obvod (kolatura) farnosti Krásná Lípa, jehož součástí je i farnost Doubice, která je tak spravována excurrendo. Přehled těchto kolatur je v tabulce farních obvodů děčínského vikariátu.